# Borbély Otília
Borbély Otília (Keszthely, 1990. március 16. –) labdarúgó, hátvéd.

## Pályafutása

### Klubcsapatban
2000-ben az FC Keszthely csapatában kezdte a labdarúgást. 2005-ben igazolt a Viktória FC csapatához, ahol a következő idényben az élvonalban is bemutatkozott. A szombathelyi csapattal egyszeres bajnok és kétszeres kupa győztes.

## Sikerei, díjai
- Magyar bajnokság
  - bajnok: 2008–09
  - 2.: 2006–07, 2007–08, 2009–10, 2010–11
  - 3.: 2005–06
- Magyar kupa
  - győztes: 2008, 2009